# Distretto di Chengbei
Il distretto di Chengbei (城北区S, Chéngběi QūP) è un distretto della Cina, situato nella provincia di Qinghai e amministrato dalla prefettura di Xining.